# Erdőfürdő

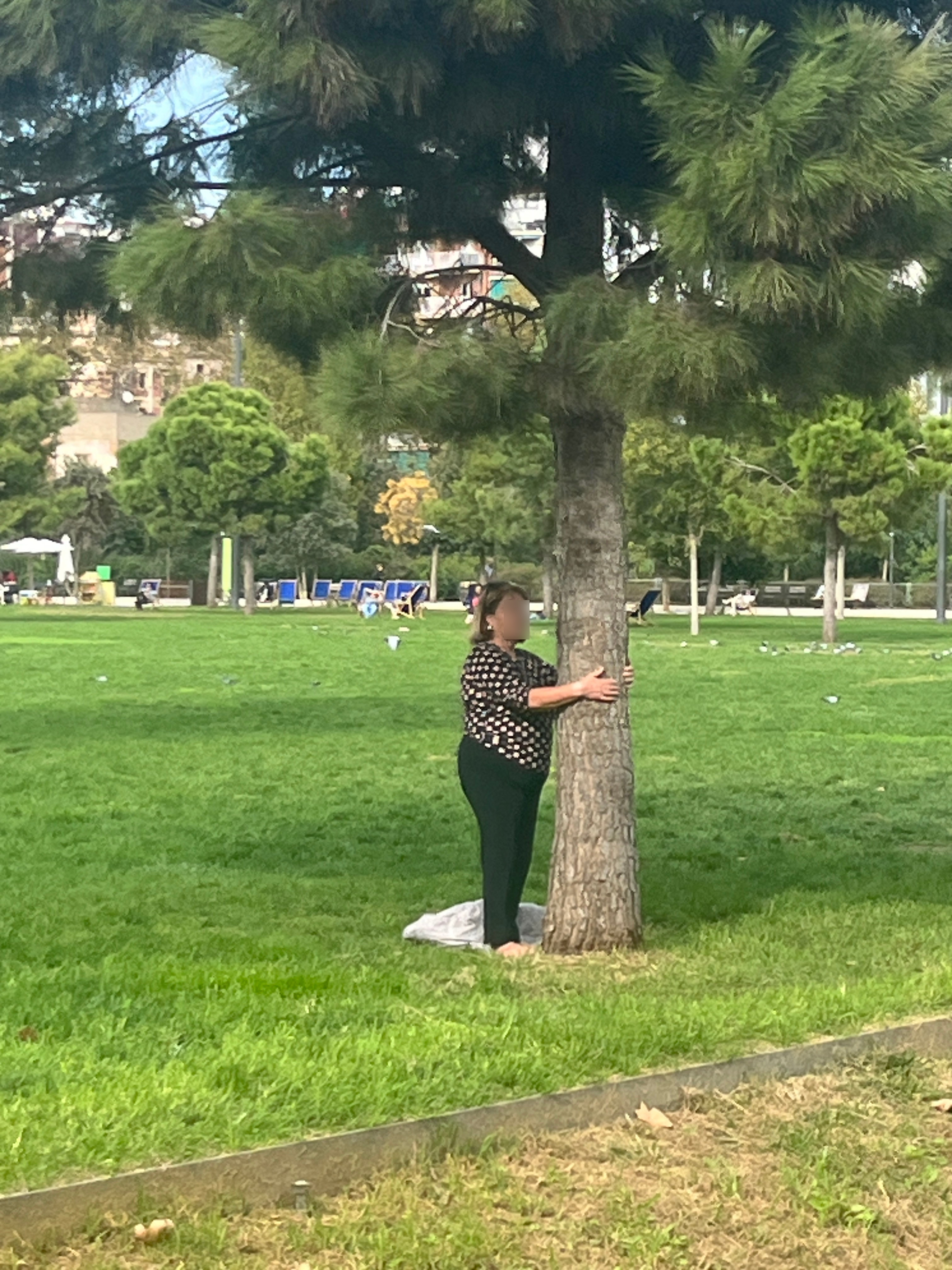
Erdőfürdő-vétel Barcelonában

Az erdőfürdő (angolul forest bathing) vezetett, tudatos séta a természetben. A megnevezés az 1980-as években Japánban kidolgozott shinrin-yoku (ejtsd: sinrin joku) módszer nevének tükörfordítása. Az erdőfürdőséta nem szükségszerűen jelent tényleges fürdőzést. Az eredeti elnevezés tartalmilag sokkal inkább azt fejezi ki, hogy érzékeinkkel elmerülünk a természet atmoszférájában.
A módszert és nevét Tomohide Akijama dolgozta ki. Ő a különös szóösszetételt 1982-ben a japán erdészeti ügynökség igazgatójaként a wellness-célú ökoturizmus népszerűsítésére alkotta meg. 
A módszer világszerte egyre népszerűbb; figyelemre méltó eredményekkel kezeli a természettől elszakadt, „modern” városi ember olyan civilizációs megbetegedéseit, mint:
- a stressz okozta szív- és érrendszeri (kiemelten a magas vérnyomás) és emésztőrendszeri megbetegedések.
- a stressz eredetű hormonális problémák, terméketlenség,
- a szorongás,
- a kiégés és
- a depresszió.

Emellett integrálja a természetben töltött időnek és a természetterápiának az immunrendszert erősítő hatását (elsősorban az NK sejtek, azaz a természetes ölősejtek száma emelkedik), amely hatás egyes tanulmányok szerint akár 30 nappal az erdőfürdőzést követően is mérhető.
A centrum országokban (EU, UK és USA, Kanada stb. - másnéven "fejlett nyugati társadalmak")) meghonosított erdőfürdőzés szoros kapcsolatban áll az ökopszichológiával és a természetterápiával, de módszertana eltér azokétól, miként az eredeti, gyógyászati célú shinrin-yoku módszertől is. Ennek az újabbnak tekinthető, ún. kapcsolati erdőterápiának az alapjait Amos Clifford amerikai pszichoterapeuta fektette le 2014-ben. Az erdőfürdőzés ezen formájának kiemelten fontos eleme a természet élőlényeivel való kapcsolatteremtés, újra-kapcsolódás a természettel, amely túlmutat az érzékszervi kapcsolatteremtésen, és az érzelmi kapcsolatteremtés által egyenesen az ember és ökoszisztéma kapcsolatának tudatosítását és helyreállítását célozza meg.

## Erdőfürdőzés Magyarországon
Magyarországon az első nemzetközi képesítéssel rendelkező erdőfürdő-vezetők 2019-ben kezdte meg munkáját. 2020 januárjában jött létre a Magyar Erdőfürdő és Erdőterápia Társaság (MEET), amelynek célja a minőségi, nemzetközi sztenderdeken alapuló a módszertan szerint vezetett erdőfürdőzés meghonosítása, a minőségbiztosítás és a hiteles kommunikáció. Tudatosítani kívánják, hogy az ember a természet elidegeníthetetlen része, és e kapcsolat őrzése-építése az ember és a természet számára egyaránt fontos.
Magyarországon (és magyar nyelven) 2022. áprilisa óta képez erdőfürdő-vezetőket a Természetútja Erdőfürdő és Erdőterápia Intézetnél, amelynek alapítója két, az írországi Nádúr Centre for Integrative Forest Therapy által képzett erdőfürdő-vezetés oktató és erdőterápiás szakember, Györffy (korábban Bach) Éva és Sztankó Katalin.